# Gespensterreiter
Gespensterreiter ist ein US-amerikanischer Western mit Gene Autry in der Hauptrolle, der auch als ausführender Produzent beteiligt war. Das Drehbuch basiert auf der Kurzgeschichte A Fool and His Gold von Herbert A. Woodbury. Die Premiere des Films fand am 29. November 1949 in New York statt. In der Bundesrepublik Deutschland kam er am 13. Februar 1953 in die Kinos.

## Handlung
Gene Autry ist mit ein paar Freunden unterwegs und erzählt ihnen den Hintergrund des Songs Riders in the Sky.
In der Stadt Desert Wells in Arizona wird der Spieler Sam Devlin erschossen. Des Mordes angeklagt wird der Rancher Ralph Lawson, der angibt, Devlin in Notwehr erschossen zu haben, nachdem er ihn beim Falschspiel erwischt hat. Anwesende Zeugen weigern sich, zu Lawsons Entlastung auszusagen. Sie stehen offensichtlich unter dem Druck von Rock McCleary, dem reichsten Mann der Stadt.
Gene arbeitet als Ermittler für einen Staatsanwalt und ist durch ein Erbe finanziell unabhängig. In einer anderen Stadt trifft er seinen Freund Chuckwalla Jones. Anne Lawson, die Tochter des Angeklagten, hält Gene für den Staatsanwalt und wirft ihm vor, einen Unschuldigen ins Gefängnis zu bringen. Gene reitet mit Jones aus der Stadt und sieht, wie Anne eine Postkutsche besteigt. Gene und Jones folgen der Kutsche nach Desert Falls. Gene, der eine Ranch kaufen will, erfährt, dass Anne als Immobilienmaklerin arbeitet. Er beauftragt sie, eine passende Ranch zu finden und erfährt, dass das Wasser in der Gegend alkalisch und nicht für die Landwirtschaft geeignet ist. Das Wasser muss von außerhalb angeliefert werden.
Unterdessen verkauft McCleary Wasserrechte an den Mineningenieur Willard Agnew. Agnew betreibt eine Mine, die unter Lawsons Ranch liegt, die McCleary übernommen hat. Am nächsten Tag fährt der alte Roberts, einer der Zeugen, eine Wasserlieferung nach Desert Wells. Unterwegs bringen zwei von McClearys Männern den Wagen zum Umkippen, dabei wird Roberts schwer verletzt. Im Sterben kann er Gene noch mitteilen, dass Lawson Devlin tatsächlich in Notwehr erschossen hat. In Desert Wells steigt Gene bei einem Pokerspiel mit McCleary ein und entlarvt ihn als Falschspieler. Es kommt zu einer Schlägerei, die endet, als der Sheriff erscheint und erklärt, Lawson sei ausgebrochen.
Gene entdeckt Lawson in Annes Büro und erfährt nun die wahren Begebenheiten. Gene übergibt Lawson dem Sheriff, weil er ihn im Gefängnis für sicherer hält. Die Sängerin Julie Stewart erklärt sich bereit, zu Gunsten Lawsons auszusagen. Im Gegenzug soll Anne dafür sorgen, dass Gene ihre Ranch ohne Wasserrechte von McCleary kauft. Gene sieht sich das Anwesen an und findet dort einen Brunnen. Ein Blatt auf dem Wasser macht ihn misstrauisch und er forscht nach der Herkunft des Wassers. Es stellt sich heraus, dass das Wasser von einem Bewässerungsgraben stammt.
Anne bestätigt, dass Gene tatsächlich Besitzer der Wasserrechte ist, denn in Arizona kann von Rechts wegen Land und Wasser nicht getrennt verkauft werden. Es kommt zu einem Showdown mit McCleary, wodurch es zur Enthüllung der wahren Umstände von Devlins Tod kommt. Gene wird der Partner des rehabilitierten Lawsons.

## Produktion
Gedreht wurde der Film vom 8. bis zum 28. August 1949 in Pioneertown und auf der Iverson Movie Ranch in Chatsworth. In einer kleinen nicht im Abspann erwähnten Nebenrolle trat Bud Osborne auf. Ebenfalls unerwähnt blieb John Parrish als Sam Devlin.
Mischa Bakaleinikoff war der musikalische Direktor. Der traditionelle Countrysong Streets of Laredo wurde von Paul Mertz arrangiert. Der Song It Makes No Difference Now stammte von Jimmie Davis und Floyd Tillman, das Titellied (Ghost) Riders in the Sky von Stan Jones.

## Kritik
„Serienwestern, technisch unter dem Durchschnitt.“